# エドワード・ウォード (第4代バンガー子爵)
第4代バンガー子爵エドワード・ウォード（英語: Edward Ward, 4th Viscount Bangor、1827年2月23日 ロンドン – 1881年9月14日 ブライトン）は、アイルランド貴族。保守党に属し、1855年から1881年までアイルランド貴族代表議員を務めた。

## 生涯
第3代バンガー子爵エドワード・サウスウェル・ウォードと妻ハリエット・マーガレット（Harriet Margaret、1805年2月16日 – 1880年7月4日、第6代ファーナム男爵ヘンリー・マクスウェルの娘）の息子として、1827年2月23日にロンドンで生まれた。1837年8月1日に父が死去すると、バンガー子爵位を継承した。イートン・カレッジで教育を受けた後、1845年11月19日にケンブリッジ大学トリニティ・カレッジに入学、1848年にM.A.の学位を修得した。
1855年1月9日にアイルランド貴族代表議員に当選、1881年に死去するまで務めた。貴族院では保守党に属し、保守党のクラブであるカールトン・クラブにも加入した。1857年5月22日、ダウン県の副統監に任命された。
1876年時点でダウン県に9,861エーカーの領地を所有し、年収13,156ポンド相当だった。
1881年9月14日に生涯未婚のままブライトンで死去、弟ヘンリー・ウィリアム・クロスビーが爵位を継承した。